# Richard Pohl (1983)
Richard Pohl (* 6. února 1983 Ostrava) je český klavírista a pedagog.

## Život
Dětství prožil v Jeseníku. Od roku 1997 studoval na brněnské konzervatoři u Evy Horákové. V roce 2010 vystudoval hru na klavír na Hudební fakultě Janáčkovy akademie múzických umění v Brně (v roce 2007 titul BcA., v roce 2010 titul MgA.), kde studoval u Zdeňka Hnáta, Aleny Vlasákové a Jana Jiraského. Na též fakultě dokončil v roce 2016 doktorské studium interpretace a teorie interpretace (titul Ph.D.). V letech 2003–2006 studoval též u česko-kanadského pianisty Antonína Kubálka v rámci jeho mistrovských kurzů.
Roku 2003 vytvořil spolu se basbarytonistou Josefem Škarkou Duo Škarka – Pohl. Věnuje se především komorní hře a korepetici a spolupracuje s domácími i zahraničními operními sólisty. Pedagogicky působil na brněnském Gymnáziu P. Křížkovského s uměleckou profilací a na Hudební fakultě JAMU. Pravidelně spolupracuje s multižánrovým festivalem ProArt. Je autorem publikace o českém pianistovi Rudolfu Firkušném (Rudolf Firkušný: Umělecký a osobnostní vývoj českého pianisty a skladatele do roku 1948).
Od prosince roku 2015 působil jako docent klavírní hry na Jiujiang University v Ťiou-ťiangu (provincie Ťiang-si) v Číně a zároveň pořádá přednášky, recitály české hudby a kurzy české hudby a jazyka v několika provinciích ČLR. Od roku 2019 vyučuje na Changsu Institute of Technology v Su-čou (provincie Ťiang-su) a zároveň je členem sdružení umělců Petrof Art Family.
Jeho ženou je čínská sopranistka Xingxing Wang.